# Adam Enright
Adam Enright (Rosalind, 16 novembre 1983) è un giocatore di curling canadese.

## Biografia
Partecipò all'età di 26 anni ai XXI Giochi olimpici invernali edizione disputata a Vancouver nella Columbia Britannica, (Canada) nel febbraio del 2010, riuscendo ad ottenere la medaglia d'oro nella squadra canadese con i connazionali Kevin Martin, John Morris, Marc Kennedy e Ben Hebert.
Nell'edizione la nazionale norvegese ottenne la medaglia d'argento, la svizzera quella di bronzo. Vinse una medaglia d'oro ai campionati mondiali di curling nel 2008.